# Robert Minton
Robert Minton   (Lawrence, 13 de juliol de 1904 - Nova York, 2 de setembre de 1974) va ser un pilot de bobsleigh estatunidenc que va competir durant la dècada de 1930.
El 1932 va prendre part en els Jocs Olímpics de Lake Placid, on guanyà la medalla de bronze en la prova de bobs a 2 formant parella amb John Heaton.
De jove estudià a la Universitat de Dartmouth.